# 러더퍼드역 (온타리오주)
러더퍼드역(Rutherford Station)은 캐나다 온타리오주 본에 있는 GO 트랜싯의 통근열차 노선인 배리선의 정차역이다. 2001년 1월에 개장한 이 역은 배리 선 연선에 늘어나는 승객 수를 감당하기 위해 새로 생긴 역이다. 이 역이 건설된 또다른 이유는 메이플역의 주차 공간이 부족했기 때문이기도 하다.

## 위치
러더퍼드역은 메트로링스가 소유하는 뉴마켓선 16.7 마일 (26.9 km) 지점에 위치해있으며, 남쪽으로 다운즈뷰파크역, 북쪽으로 메이플역 사이에 위치해있다. 다운즈뷰파크역에서 러더퍼드역까지는 핀치 애비뉴에 있는 정유소를 포함한 공장들이 들어서있다. 토론토 교통국의 요크 유니버시티역으로 이어지는 버스 전용 차로를 건넌 직후 몇백 미터 북쪽으로 동명의 통근열차역이 존재하였다. 요크 대학교 킬 캠퍼스가 이 역에서 서쪽으로 몇백 미터 가량 떨어져 있었는데, 통근열차 시간에 맞춰서 대학 캠퍼스에서 셔틀버스를 운행하였다. 하지만 승객 수는 저조했고 배리선에 낮 시간대와 주말 시간대 열차가 운행할 때에도 요크 유니버시티역에는 출퇴근 시간에만 열차가 정차하였다. 요크 유니버시티역은 2020년 3월 18일 코로나19 방역 지침으로 문을 닫게 되었고, 2021년 7월 19일 공식 폐역되었다. 역이 들어섰던 공간은 배리선 복선화 공사를 위해 철거하게 된다.
요크 유니버시티역 북쪽으로는 스나이더 분기점까지 얼마 안 떨어져있는데, 이곳에서 뉴마켓선이 캐나다 내셔널 철도의 바쁜 화물철도 노선인 요크선을 평면 교차하곤 했다. 열차 창밖에서 노선 서쪽으로 바라보면 맥밀런 차량기지의 동부 출입구가 보인다. 2002년까지만 해도 배리선은 스나이더 분기점에서 북쪽으로 신호등이 설치되지 않아 브래드퍼드역에서 출발하던 두 번째 토론토 방면 열차는 첫 번째 열차가 CN 관제소에 메이플역에 다다랐다고 교신하기 전까지 움직일 수가 없었고, 반대 방면 두 번째 열차도 첫 번째 열차가 브래드퍼드역에 다다를 때까지 움직일 수가 없었다. GO 트랜싯이 배리까지 연장 운행하고 열차를 추가 투입하기 위해서는 이 신호 문제를 해결해야 했다.
스나이더 분기점 북쪽으로 러더퍼드역까지 멀리 떨어져있지는 않다. 2001년에 문을 연 이 역은 본 지역에 승객 수가 늘어나면서 지어진 역으로, 메이플역 주차장의 혼잡을 완화하기 위해 지어진 역이다. 메이플역까지도 멀리 떨어져있지는 않은 편이다.

## 역사
러더퍼드역은 2001년 1월에 배리 선 연선에 늘어나는 승객 수를 감당하기 위해 새로 생긴 역이다. 이 역이 건설된 또다른 이유는 메이플역의 주차 공간이 부족했기 때문이기도 하다.
2017년 5월, 메트로링스는 러더퍼드역 재건축 공사를 책임질 업체 선정에 나섰다. 역 재건축 공사에는 신역사, 두 번째 선로, 지붕이 있는 새로운 승강장, 러더퍼드 로드와의 입체 교차 등이 포함되었다. 신역사에는 복층 환승 주차장 건물이 들어서게 되었다. 2017년 11월, 인프라 온타리오 (Infrastructure Ontario)는 사업체 선정 절차에서 엘리스돈, 링크 러더퍼드 스테이션, 스틸헤드 등 세 개 업체로 후보군을 좁혔으며, 2018년 12월, 러더퍼드역 재건축 공사를 엘리스돈 (EllisDon Infrastructure Transit)에 발주하였다.
휠체어 및 교통약자 승객이 이용할 수 있는 신역사는 2021년 12월에 개통하였으며 기존 역사는 2022년 2월에 철거되었다.

## 시설
러더퍼드역은 직원이 상주하는 유인역으로, GO 트랜싯 매표소는 평일 오전 5시 10분부터 오후 8시 15분까지 개장하며, 주말과 공휴일에는 휴무한다. 매표소에서는 프레스토 카드를 연령층에 맞춰서 설정하거나 기본 출발 및 도착역을 설정하여 하차태그를 하지 않아도 자동으로 정산할 수 있도록 할 수 있다. 이 외에도 통근열차 티켓 구매나 카드 충전은 역에 있는 자동판매기에서 할 수 있다. 프레스토 카드가 없는 경우에는 신용카드나 체크카드를 단말기에 태그해 요금을 정산할 수도 있고, 스마트폰에서 GO 트랜싯 홈페이지에 들어가 이티켓 (e-ticket)을 구매할 수도 있다.
2021년 12월에 새로 지어진 이 건물은 650m² 규모로 매표실, 대합실, 화장실, 전광판 등이 있으며, 역 건물에는 휠체어 램프, 레일, 자동문 버튼과 장애인 화장실이 구비되어있다. 이곳에는 또한 자전거 전용도로와 역으로 이어지는 육교가 있으며, 자전거 거치대 100대와 환승 정차구역이 구비되어있다. 역 밖에는 GO 트랜싯과 요크 지역 교통 버스가 정차하는 버스 승강장도 있다.
환승 주차장에는 총 1,008대 규모의 주차 공간이 있으며, 최대 48시간까지 무료 주차가 가능하다. 러더퍼드역을 자주 이용하는 승객은 전용 주차 공간을 예약할 수도 있으며, 카풀해서 오는 승객들을 위한 전용 주차 공간도 마련되어있다.

## 운행 계통
2023년 6월 기준 배리선 열차는 토론토 방면 평일 오전에 8회 운행하며, 반대 방향으로는 평일 오후에 앨런데일 워터프론트 방면 7대, 브래드퍼드 방면 열차가 1대 정차한다. 주말에는 토론토와 앨런데일 워터프론트 방면 열차가 6대씩 정차한다. 나머지 시간대에는 유니언역 버스 터미널에서 오로라나 이스트귈림버리역까지 버스가 운행하며, 이후 둘 중 한 역에서 배리까지 가는 버스로 갈아탈 수 있다.
배리선은 나중에 복선 전철화가 되는 대로 통근열차 운행 횟수가 늘어나게 되며, 매일 상시 운행을 목표로 두고 있다.

## 버스 연결편
러더퍼드역에 정차하는 버스 노선은 다음과 같다. GO 트랜싯과 요크 지역 교통 간 환승 시 환승 할인이 적용되며 시내버스 요금은 차감되지 않는다.

### GO 트랜싯
| 노선 | 노선            | 노선                | 종점             | 종점 | 종점                 | 경유지 | 기준일          | 비고 |
| ---- | --------------- | ------------------- | ---------------- | ---- | -------------------- | --- | --------------- | ---- |
| 63   | 킹시티 / 토론토 | King City / Toronto | 킹시티역         | →    | 유니언역 버스 터미널 | 유니언역 버스 터미널 | 2023년 6월 24일 |      |
| 65E  | 뉴마켓 / 토론토 | Newmarket / Toronto | 이스트귈림버리역 | ↔    | 유니언역 버스 터미널 | - 토론토 방면: 유니언역 버스 터미널 - 이스트귈림버리 방면: 메이플역 · 킹시티역 · 오로라역 · 뉴마켓역 · 이스트귈림버리역 | 2023년 6월 24일 |      |
| 65F  | 뉴마켓 / 토론토 | Newmarket / Toronto | 오로라역         | ↔    | 유니언역 버스 터미널 | - 토론토 방면: 유니언역 버스 터미널 - 이스트귈림버리 방면: 메이플역 · 킹시티역 · 오로라역                               | 2023년 6월 24일 |      |

### 요크 지역 교통국
| 노선 | 노선     | 노선        | 종점                | 종점 | 종점                   | 경유지 | 비고                                      |
| ---- | -------- | ----------- | ------------------- | ---- | ---------------------- | --- | ----------------------------------------- |
| 85   | 러더퍼드 | Rutherford  | 러더퍼드 / 나파밸리 | ↔    | 올랜도 / 브로디        | 동쪽 러더퍼드역 러더퍼드 / 더퍼린 러더퍼드 / 배서스트 카빌 / 영 16번 / 베이뷰 16번 / 레슬리 올랜도 / 브로디 서쪽 러더퍼드역 러더퍼드 / 킬 러더퍼드 / 제인 본밀스 몰 러더퍼드 / 웨스턴 러더퍼드 / 파인밸리 러더퍼드 / 나파밸리 | 매일 상시 운행                            |
| 87   | 어텀힐   | Autumn Hill | 본밀스 몰           | ↔    | 리치먼드힐 센터 터미널 | 동쪽 러더퍼드역 텐오크스 / 더퍼린 배서스트 / 서머리지 리치먼드힐 센터 터미널 서쪽 러더퍼드역 러더퍼드 / 킬 본밀스 몰 | 평일 출퇴근 시간대에만 운행               |
| 107B | 킬       | Keele       | 러더퍼드역          | ↔    | 파이어니어빌리지역     | 남쪽 러더퍼드역 플랜칫 / 러더퍼드 노스리버미드 / 리버미드 킬 / 7번 킬 / 스틸즈 파이어니어빌리지역 | 평일 출근 시간대에서 퇴근 시간대까지 운행 |

이 외에도 평일 오전 6시부터 오전 9시까지, 또한 오후 3시 30분부터 오후 6시 30분까지 러더퍼드역과 메이플역 근처에 사는 주민들은 수요 응답형 차량을 이용할 수 있다. 수요 응답형 차량을 이용하고자 하는 승객은 모빌리티 온 리퀘스트 (Mobility On-Request) 앱을 통해 자신이 가고자 하는 주소를 입력해 차량을 예약할 수 있으며, 출발 최소 15분 전에 예약해야 한다. 요금은 일반 YRT 요금과 동일하다.

## 인접한 역
| 메트로링스 뉴마켓선             | 메트로링스 뉴마켓선 | 메트로링스 뉴마켓선      |
| ------------------------------- | ------------------- | ------------------------ |
| 메이플 앨런데일 워터프론트 방면 | GO 트랜싯 배리선    | 다운즈뷰파크 유니언 방면 |